# Dogcow
O Dogcow, também conhecido pelo nome de Clarus, é uma imagem bitmap projetada pela Apple para demonstração de layout de página no Mac OS clássico. O som que ele emite é "Moof!", uma junção de "moo" e "woof", onomatopeias em inglês para mugido e latido, respectivamente. Clarus se tornou o arquétipo do humor surrealista na cultura corporativa do grupo de trabalho responsável pelo desnevolvimento do Macintosh original, particularmente como mascote do Suporte Técnico ao Desenvolvedor da Apple, conforme documentado oficialmente na nota técnica nº 31.

## História
Em 1983, a designer Susan Kare criou o ícone de um cachorro como o glifo para a letra "z", como parte da fonte Cairo . Mais tarde, ao redesenhar a caixa de diálogo de impressão clássica "Configuração de página" do Mac OS para a impressora LaserWriter, uma imagem de exemplo foi necessária. De acordo com a engenheira de HCI Annette Wagner ,
Para a LaserWriter, havia uma caixa de diálogo de impressão com opções de caixas de seleção que podiam ser combinadas entre si. Precisávamos de algum tipo de gráfico que mostrasse inversão horizontal, inversão vertical, redução de 2%, efeitos de espelho, seis ou oito tipos de efeitos. Tínhamos essa família tipográfica de símbolos malucos que Susan Kare havia feito originalmente para o Macintosh, com todas essas criaturas malucas dentro dela. Tive que alterar significativamente a imagem do cachorro, não apenas para torná-la maior, mas para dar-lhe uma frente clara, uma parte traseira clara, uma parte superior clara, uma parte inferior clara, e tive que mudar as manchas no cachorro especificamente para que, quando a redução de 2% estava ativa, você poderia dizer claramente a diferença.
— História oral de Annette Wagner
O novo ícone do cachorro tinha uma aparência mais bovina.
Eles tiveram uma discussão acalorada e gritaram "Cachorro!" "Vaca!" "Cachorro!" "Vaca!" Zimmerman finalmente cedeu e disse: “São os dois, ok? Chama-se 'vaca-cachorro'. Agora você vai sair do meu escritório?"
— História do Dogcow, Parte 1
Em 15 de outubro de 1987, o termo "dogcow" foi cunhado por Scott Zimmerman. Ela foi mais tarde chamada de Clarus por Mark "The Red" Harlan, como uma referência jocosa à Claris, subsidiária da Apple para software de escritório na época.
O ícone Clarus se tornou uma das peças gigantes de pixel art no Jardim dos Ícones, no campus da Apple em 1 Infinite Loop; o Jardim de Ícones já foi removido.
A Série de CDs para Desenvolvedores da Apple da década de 1980 apresenta um logotipo de uma vaca nos discos.
As últimas referências ao cachorro-vaca surgiram na documentação da linguagem de programação Swift, que usa a palavra "dogcow" como um exemplo do uso de caracteres Unicode para nomear constantes e variáveis; e em um pacote de adesivos em Mensagens .

Clarus "suavizado" no macOS Ventura

Na primeira versão beta do macOS Ventura, o cachorro-vaca retornou à janela de configuração da página, e no iOS 16, digitar 'Clarus' ou 'Moof' faz com que o teclado sugira o emoji 'cão' e 'vaca'.

## Visão geral
Há uma imagem em tamanho real de um cachorro-vaca convenientemente localizada no Finder. Procure em "Configurar página..." Agora procure em "Opções". Voilà, aí está o cachorro-vaca em toda a sua glória furiosa. Como qualquer cão talentoso, ele pode dar cambalhotas. Como qualquer vaca talentosa, ela pode fazer alinhamento preciso de bitmap.
— Apple Technote 31Algumas pessoas dizem que o cachorro-vaca vem das costas ensolaradas do Meio do Nada. Esta localização no Atlântico Sul pode ser encontrada no painel de controle do Mapa; simplesmente digite "Middle of Nowhere" e clique em Localizar. (Por uma pequena taxa, essas mesmas pessoas lhe dirão onde viram Elvis pela última vez.)
— revista Develop
O som que ela emite é "Moof!", e nas primeiras versões dos CDs do desenvolvedor da Apple uma seção era conhecida como "Moof!".
O símbolo do cão-vaca e "Moof!" eram marcas registradas da Apple até que o registro foi cancelado em 1999.

## Recepção
O desaparecimento do Jardim de Ícones, que reunia esculturas de ícones do Mac OS clássico no campus da Apple, em Cupertino, e do Clarus, nos produtos da Apple, é visto pela MacWorld como um símbolo do esgotamento da cultura e do caráter, além de um aumento da inexpressividade e da austeridade nos produtos da Apple ao longo dos anos. Em uma retrospectiva de 2015, a revista disse que a Clarus "surgiu por meio de peculiaridades e serendipidades, e você poderia dizer que ela não tem negócios em um sistema operacional comercial adulto. Ela não faz sentido real e não estava lá por mérito ou por meio de planejamento estratégico" e representava uma empresa que era "excêntrica", "idiossincrática" e não dominada por regras.